# Gustav von Vaerst
Gustav Fritz Julius von Vaerst född 19 april 1894 i Meiningen, Thüringen, död 10 oktober 1975 i Wiesbaden, var en tysk militär. Han befordrades till generalmajor 1 september 1941 och till general i pansartrupperna 1 mars 1943. Han tilldelades Riddarkorset av järnkorset 20 juli 1940.

## Befattningar
- 2. Schützen-Regiment 20 juni 1938 – 11 april 1939
- 2. Schützen-Brigade 11 april 1939 – 31 maj 1941
- 15. Panzer-Division 9 december 1941 – 26 maj 1942
- 15. Panzer-Division 8 juli – 31 augusti 1042
- Deutsches Afrikakorps t.f. 31 augusti – 17 september 1942
- 15. Panzer-Division 17 september – 11 november 1942
- 5. Panzer-Armee 28 februari – 9 maj 1943

5. Panzer-Armee kapitulerade till generallöjtnant Omar Bradley vid Bizerte Tunisien 9 maj och von Vaerst fördes till fånglägret Trent Park i England. Han frigavs 1947.